# Engina zepa
Engina zepa là một loài ốc biển, là động vật thân mềm chân bụng sống ở biển trong họ Buccinidae.

## Phân bố
Chúng phân bố ở Ấn Độ Dương dọc theo Madagascar.